# Garzweiler

Panorama de la mina. Obsérvese las bagger al fondo.

Garzweiler es una mina a cielo abierto en el estado alemán de Renania del Norte-Westfalia. Es operada por RWE y se usa para extraer lignito. Actualmente la mina tiene un tamaño de 48 km² y recibió su nombre del pueblo de Garzweiler que anteriormente existía en esta ubicación. La comunidad se mudó a una sección de Jüchen con el mismo nombre.

## La mina
La mina está ubicada al oeste de Grevenbroich y la explotación avanza hacia Erkelenz. La minería se limitó originalmente al área de 66 km² Garzweiler ubicada al este de la autopista A44. La minería en el sector Garzweiler II de 48 km² comenzó en 2006 y tomará hasta alrededor de 2045 explotar completamente ambos sectores. El lignito se utiliza para la generación de energía en plantas de energía cercanas, como Neurath.

## Bagger 288
Dentro de la mina hay una Bagger 288 operando. Esta es la excavadora móvil más grande de la Tierra.